# Actinopteryx
Actinopteryx là một chi bọ cánh cứng trong họ Ptiliidae.